# Serhí Ribalka
Serhí Ribalka (ucraïnès: Сергій Олександрович Рибалка, nascut l'1 d'abril de 1990 a Yamne, Sumy Oblast, SSR d'Ucraïna) és un futbolista professional ucraïnès que juga com a migcampista pel FC Dinamo de Kíev en la lliga ucraïnesa de futbol.

## Carrera
Després d'acabar com el màxim golejador de la història de l'Arsenal Kharkiv, en marcar 20 gols i superant a Yuriy Martiniuk que en va fer 19, Rybalka va captar l'interès de molts clubs, inclosos els del club de la lliga israeliana de futbol Maccabi Haifa FC que el va veure com un juvenil amb molt talent i perspectiva. No obstant això, va optar per anar al Dynamo Kyiv.

### Dynamo Kyiv
El 16 de setembre de 2015, Rybalka va fer el seu debut en la Lliga de Campions de la UEFA en un 2-2 contra l'equip portuguès FC Porto en la fase de grups, va assistir al segon gol del Dynamo marcat per Vitaliy Buyalskyi al minut 89 que va fer empatar el Dynamo.

## Honors
Dynamo Kyiv
- Lliga ucraïnesa de futbol: 2014–15, 2015-16 en la lliga ucraïnesa de futbol2015–16
- Copa d'Ucraïna: 2014–15

Altres
- 2009 UEFA European Under-19 Football Championship: Campió
- Druha Liha B màxim golejador